# The Hub (Agents of S.H.I.E.L.D.)
"The Hub" ("A Central", no Brasil) é o sétimo episódio da primeira temporada da série de televisão norte-americana Agents of S.H.I.E.L.D., baseada na organização S.H.I.E.L.D. (Superintendência Humana de Intervenção, Espionagem, Logística e Dissuasão, sigla em português) criada pela Marvel Comics. O episódio gira em torno do personagem de Phil Coulson e sua equipe de agentes da S.H.I.E.L.D. que trabalham em parceria com a "Grande S.H.I.E.L.D." para tirarem uma nova e perigosa arma de dentro dela. Está situado no Universo Cinematográfico Marvel (UCM), compartilhando a continuidade com os filmes e as demais séries de televisão da franquia. O episódio foi escrito por Rafe Judkins e Lauren LeFranc, e dirigido por Bobby Roth.
Clark Gregg reprisa seu papel como Coulson da série de filmes e é acompanhado pelo elenco regular da série, composto por Ming-Na Wen, Brett Dalton, Chloe Bennet, Iain De Caestecker e Elizabeth Henstridge. Maximiliano Hernández faz uma participação convidada como o agente Jasper Sitwell, reprisando seu papel dos filmes, enquanto a atriz Saffron Burrows é apresentada como a agente de alto escalão da S.H.I.E..D. Victoria Hand. O episódio explora a dinâmica entre a equipe de Coulson e a maior organização da S.H.I.E.L.D. (referida como "Grande S.H.I.E.L.D." pelos produtores); A "Grande S.H.I.E.L.D." recebeu seu próprio tema musical no episódio, para separá-lo do tema da equipe principal.

## Enredo
Os agentes Phil Coulson, Melinda May e Grant Ward prendem um agente secreto de uma base hostil, e acabam recebendo informações de Nível 8 da inteligência da S.H.I.E.L.D.. A estagiária Skye fica frustrada quando Coulson se recusa a dizer para a equipe qual é a informação, com base no nível de apuramento. Na Central, uma extensa instalação da S.H.I.E.L.D. administrada pela agente Victoria Hand, é revelado que um grupo separatista da Ossétia do Sul construiu uma arma conhecida como dispositivo Overkill, que utiliza vibrações sônicas capazes de ativar outras armas a grandes distâncias. Ward, um especialista em campo e o agente Leo Fitz, um especialista em armamentos tecnológicos, recebem a tarefa de encontrar e desativar o dispositivo dentro do período de 24 horas, antes que os separatistas o utilizem para declarar independência da Rússia e da Geórgia.
Nas Montanhas do Cáucaso, Ward descobre que seu contato de uma missão anterior está morto, mas Fitz usa sua tecnologia e conhecimento de engenharia para ganhar o apoio dos moradores locais, que os contrabandeiam através de uma fronteira em disputa. Enquanto isso na Central, Skye está determinada a descobrir o status da missão de Fitz e Ward, apesar de ainda estar restringida de utilizar qualquer aparelho tecnológico. Ela descobre que não existe planos para a extração de Fitz e Ward, porém quando ela confronta Coulson, ele diz para ela confiar no sistema. Então, Coulson resolve enfrentar a agente Hand, questionando-a pelo fato de não sido completamente notificado sobre a missão. Victoria pede que ele confie no sistema. Fitz e Ward se infiltram em uma base separatista e encontram o dispositivo, mesmo Ward percebendo que não há equipe de extração, eles prosseguem com a missão. Fitz desativa o dispositivo Overkill e então eles tentam escapar. O restante da equipe chega para resgatá-los, com Coulson desobedecendo as ordens por salvá-los.
Coulson revela para Skye que ele havia encontrado um documento que ela estava procurando para saber mais sobre sua história e lhe diz que o arquivo contém informações sobre um agente da S.H.I.E.L.D. que deixou-a em um orfanato quando era bebê. Mais tarde, May concorda em ajudar Coulson a encontrar mais informações sobre o agente da S.H.I.E.L.D. em questão, que havia sido assassinado. Em uma cena final, Coulson tem acesso negado ao seu próprio arquivo de morte e recuperação.

## Produção

### Desenvolvimento e roteiro
Em outubro de 2013, a Marvel revelou que o título do sétimo episódio seria "The Hub", sendo escrito por Rafe Judkins e Lauren LeFranc, e dirigido por Bobby Roth. Originalmente intitulado "The Sandwich Incident", "The Hub" foi o oitavo episódio produzido. O produtor executivo Jed Whedon discutiu as intenções do roteiro de expandir sua representação de S.H.I.E.L.D. com o episódio, dizendo: "Estamos tentando concretizar o mundo da S.H.I.E.L.D. com os personagens estabelecidos e os personagens que estamos introduzindo para construir a maior organização em operação". Isso inclui a introdução da agente de alto escalão da S.H.I.E.L.D., Victoria Hand, que mente para Coulson no episódio. A produtora executiva Maurissa Tancharoen declarou que isso era "uma coisa muito significativa... para ele lidar com Victoria Hand mentindo para ele e encarando o fato de que a organização que ele está dedicando sua vida mente na sua cara sobre as pessoas dentro da sua equipe.. Isso é significativo em seu caminho."

### Escolha do elenco
Em outubro de 2013, a Marvel revelou que os principais membros do elenco Clark Gregg, Ming-Na Wen, Brett Dalton, Chloe Bennet, Iain De Caestecker e Elizabeth Henstridge voltariam a estrelar respectivamente como Phil Coulson, Melinda May, Grant Ward, Skye, Leo Fitz e Jemma. Simmons. Também foi anunciado que Maximiliano Hernández reprisaria seu papel de Jasper Sitwell dos filmes do Universo Cinematográfico Marvel Thor e Marvel's The Avengers, e também dos curta-metragens The Consultant e Item 47, no episódio. Além disso, o elenco convidado do episódio inclui Charles Halford como agente Shaw, Alison White como Marta e Ilia Volok como Vladimi. Halford não foi creditado pela participação convidada no episódio. Em novembro, Victoria Hand também foi anunciada como participação convidada, sendo estrelada por Saffron Burrows.

### Música
Para destacar as diferenças entre a pequena equipe da S.H.I.E.L.D. de Coulson e a maior organização da S.H.I.E.L.D., representada neste episódio por Victoria Hand e a base conhecida como Central, o compositor Bear McCreary introduziu um tema musical para a "Grande S.H.I.E.L.D." que pretende passar a sensação de algo "imponente e novo". Para as principais cenas do episódio quando Skye desconfia do "sistema" e toma as coisas em suas próprias mãos, McCreary usou seu próprio tema pessoal de forma pulsante e turbulenta, justaposto ao mesmo tema em "uma variação quente... cheia de emoção" para quando Skye discute com Coulson a respeito de seus pais.

## Lançamento

### Transmissão
"The Hub" foi exibido originalmente nos Estados Unidos pela rede ABC em 12 de novembro de 2013. A transmissão americana ocorreu simultaneamente com a do Canadá pela CTV, enquanto a primeira exibição do episódio no Reino Unido aconteceu pelo Channel 4 em 15 de novembro de 2013. Na Austrália, o episódio estreou pela Seven Network em 13 de novembro de 2013.

### Home media
O episódio, juntamente com os demais da primeira temporada de Agents of S.H.I.E.L.D., foi lançado em DVD e Blu-ray em 9 de setembro de 2014. Os recursos de bônus incluem vídeos especiais gravados nos bastidores, comentários de áudio, cenas excluídas entre outros. O conteúdo foi lançado na Região 2 em 20 de outubro e na Região 4 em 11 de novembro de 2014. Em 20 de novembro de 2014, o episódio ficou disponível para transmissão no Netflix.

## Recepção

### Resposta da crítica
Oliver Sava e David Sims do The A.V. Club avaliaram o episódio com um 'B-'. Sava descreveu o episódio como "um saco misto", listando suas novas combinações de personagens e a exploração da "natureza duplicada da S.H.I.E.L.D." como aspectos positivos, mas também disse que "os aspectos negativos continuam impedindo que a série vá além de uma série de ação-aventura de meio-da-estrada." Sims achou que a série estava mostrando potencial, mas não sabia o que era necessário para levá-la no ponto em que ele poderia "recomendar este show a qualquer um além de um fã da Marvel." Eric Goldman, escrevendo para a IGN, avaliou o episódio com 7.7 de 10, elogiando a construção do mundo e o desenvolvimento do personagem do Fitz, mas criticando a forma como os protagonistas se esquivaram das consequências no final do episódio. Marc Buxton do Den of Geek deu 3 estrelas de 5 para o episódio, elogiando o desenvolvimento e a introdução dos personagens de Hand e Sitwell dos quadrinhos, mas também criticando a falta de um vilão verdadeiro, tanto para o episódio como para a série em geral.
Dave Bradley da SFX também avaliou o episódio com 3 estrelas de 5, sentindo que o enredo era "bastante esquecível", mas que ficou satisfeito com o desenvolvimento das sub-histórias abrangentes. Bob Chipman, escrevendo para a Escapist Magazine, achou que o foco do episódio nas relações entre Ward e Fitz, e Skye e Simmons, foi decepcionante, já que "os pares não são realmente tão interessantes". Ele gostou do foco do episódio na construção da falta de confiança entre a equipe principal e a maior organização da S.H.I.E.L.D. e disse que a série estava melhorando de forma retroativa em relação aos episódios anteriores. Kaitlin Thomas da TV.com sentiu que o episódio era um "um bom — mas não necessariamente ótimo — episódio que atuava principalmente como uma autêntica parcela humorística e destinada a mudar alguns pares de personagens." Ela elogiou especificamente o desenvolvimento do personagem do Fitz, mas criticou a falta de tensão, comparando negativamente as apostas do episódio com as de "FZZT". Jim Steranko, conhecido pelo seu trabalho em Nick Fury, Agent of S.H.I.E.L.D., criticou a falta de foco da série, sentindo que, neste momento, estava encaminhando-se para "uma infinidade de direções que carecem de unidade conceitual". Ele chamou o resultado de "agitado e insatisfatório na melhor das hipóteses, absolutamente irritante no pior."